# T Persei
T Persei är en röd superjätte och en variabel stjärna av halvregelbunden typ (SRC) i stjärnbilden Perseus. 
Stjärnan varierar mellan visuell magnitud +8,34 och 9,7 med en period av 2430 dygn eller 6,65 år.